# Шта уради јаране
Шта уради јаране је пети студијски албум Аде Гегаја. Издат је 1994. године.